# 합천 영암사지 귀부
합천 영암사지 귀부(陜川 靈岩寺址 龜趺)는 대한민국 경상남도 합천군 가회면 둔내리, 영암사지에 있는 남북국 시대 신라의 귀부이다. 1968년 12월 19일 대한민국의 보물 제489호로 지정되었다.

## 개요
이 귀부(龜趺) 2기는 영암사터 내의 법당터를 중심으로, 동쪽과 서쪽에 각각 남아 있다. 영암사의 정확한 창건시기는 알려져 있지 않으나, 통일신라 전성기 때의 많은 유물들이 남아 있어 그 즈음에 세워진 것으로 여겨지고 있다. 절터 안에는 법당터를 비롯한 여러 건물의 기단(基壇)이 남아 있어 당시의 거대했던 규모를 짐작하게 한다.
귀부는 거북의 모습을 하고 있는 비의 받침돌로, 원래는 그 위로 비몸돌과 비머릿돌이 얹혀져 있었을 것이나, 양쪽 모두 지금은 귀부만 남아 있는 상태이다. 동쪽 귀부는 거북의 등무늬가 6각형이고, 비몸돌을 괴는 네모난 비좌(碑座) 주위에는 아름다운 구름무늬가 있다. 전체적인 모습은 거북이지만 머리는 용머리처럼 새겼고, 목은 똑바로 뻗어있으며 입에는 여의주를 물고 있다.
서쪽 귀부도 6각형의 등무늬를 배열하였고, 등 중앙에 마련된 비좌는 4면에 안상(眼象)을, 가장자리에는 연꽃잎을 새겼다. 서귀부는 동귀부보다 얇고 약간 작지만 거의 같은 솜씨로 만들어진 것으로 보이며, 특히 동쪽의 귀부에서는 정교하면서도 강한 생동감이 느껴지고 있다.
이 귀부 2기는 각 부 양식이나 주위의 석조유물 등과 관련지어 볼 때 9세기 통일신라시대의 작품으로 짐작된다.

## 같이 보기
- 합천 영암사지 (사적 제131호)

## 참고 자료
- 합천 영암사지 귀부 - 국가유산청 국가유산포털